# Fanny Vágó
Fanny Vágó (* 23. Juli 1991 in Szeged) ist eine ungarische Fußballspielerin und ehemalige A-Nationalspielerin.

## Karriere

### Vereine
Vágó spielte zunächst in der Saison 2005/06 für Szegedi AK Futsal (Hallenfußball) in der Gruppe A der I. Division, bevor sie in der Saison 2006/07 auf das Freiluft-Spielfeld wechselte. Sie kam bereits im Alter von 15 Jahren für den 1. FC Femina in der Női NB I, der höchsten Spielklasse im ungarischen Frauenfußball, zu 22 Punktspielen, in denen sie sieben Tore erzielte. Ihr Debüt im Seniorinnenbereich gab sie zum Saisonstart am 30. August 2006 beim 4:0-Sieg im Heimspiel gegen den Ferencvárosi Torna Club als Einwechselspielerin. Ihr erstes Tor im Seniorinnenbereich erzielte sie am 7. Oktober 2006 (6. Spieltag) beim 4:0-Sieg im Auswärtsspiel gegen den FC Viktória Szombathely mit dem Treffer zum 3:0.
Nach Deutschland gelangt, gehörte sie dem Bundesligisten TSV Crailsheim von 2007 bis 2009 an. Für den Verein bestritt sie in ihrer ersten Saison neun Punktspiele, in denen ihr ein Tor gelang; bei ihrem Bundesligadebüt am 26. August 2007 (2. Spieltag) beim 2:2-Unentschieden im Auswärtsspiel gegen den 1. FC Saarbrücken mit dem Treffer zum Endstand in der 87. Minute – 21. Minuten nach ihrer Einwechslung für Kerstin Schmitt. Ihr letztes Punktspiel beendete sie am 14. Dezember 2008 (12. Spieltag) beim 3:1-Sieg im Auswärtsspiel gegen den SC Freiburg ebenfalls mit einem Tor, dem Treffer zum 2:0 in der 15. Minute per Strafstoß. In der Winterpause verließ sie die Mannschaft, die am Saisonende in die Gruppe Süd der seinerzeit zweigleisigen 2. Bundesliga absteigen sollte.
Für den FC ETO Györ kam sie in der Rückrunde der Saison 2008/09 in 13 Punktspielen zum Einsatz, in denen ihr sechs Tore gelangen. In die Hauptstadt gelangt, spielte sie für den MTK Hungária FC eine Saison lang, bevor sie sich in die isländische Hauptstadt begab.
Für den Þróttur Reykjavík bestritt sie vom 14. Mai bis zum 10. September 2011 alle 18 Punktspiele, in denen ihre fünf Tore den Abstieg aus der Besta deild kvenna, der höchsten Spielklasse im isländischen Frauenfußball, auch nicht zu verhindern vermochten. Nach Budapest zurückgekehrt, gehörte sie vom 1. August 2012 bis zum 30. Juni 2014 ein zweites Mal dem MTK Hungária FC an, bevor sie sich nach Rumänien begab. Für den FCU Olimpia Cluj trug sie mit ihren Pflichtspielen in der Superliga und im nationalen Pokalwettbewerb zum Double (Meisterschaft und Vereinspokal) bei. In Österreich spielte sie von 2015 bis 2019 für den SKN St. Pölten (der in ihrer Premierensaison noch FSK St. Pölten-Spratzern hieß) in der Bundesliga. Während ihrer Vereinszugehörigkeit gewann sie viermal in Folge das Double. Beim Ferencváros Budapest folgte eine ebenso lange Vereinszugehörigkeit, die von vier weiteren Meistertiteln und einem Pokaltitel geprägt war.
Erneut im Ausland, spielte sie für den serbischen ŽFK Spartak Subotica in der Superliga. Die Saison schloss sie mit ihrer Mannschaft auf Platz 2 hinter ŽFK Roter Stern Belgrad ab, der die von 2011 bis 2023 errungenen Meisterschaften ihres Vereins (vorerst) zu unterbinden wusste. Seit 2024 gehört sie ein drittes Mal dem MTK Hungária FC an.

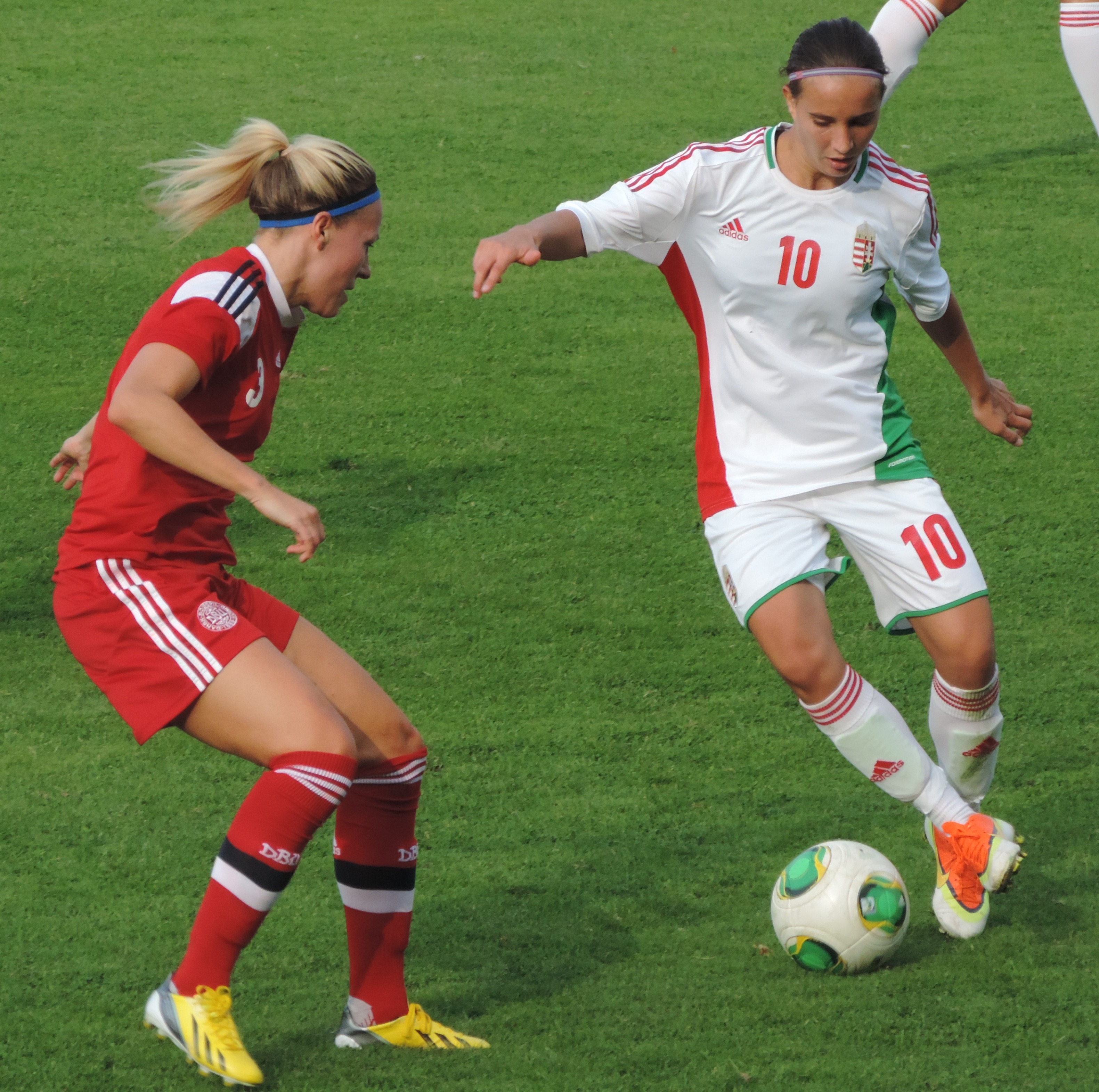
Fanny Vágó (rechts) im Nationaltrikot (2013)

### Nationalmannschaft
Vágó bestritt für die U19-Nationalmannschaft vier Länderspiele; jeweils zwei im April 2009 und im März/April 2010. Es waren allesamt Spiele der zweiten EM-Qualifikationsrunde für die angestrebten Teilnahmen an den altersbezogenen Europameisterschaften 2009 und 2010. Ihr Debüt erfolgte am 23. April im Perutz-Stadion in Pápa bei der 0:4-Niederlage gegen die U19-Nationalmannschaft Englands. Ihr einziges Tor in dieser Altersklasse erzielte sie am 27. März in Baja bei der 1:3-Niederlage gegen die U19-Nationalmannschaft Österreichs mit dem Treffer zur 1:0-Führung in der zweiten Minute.
Vágó wurde als Nationalspielerin für den MLSZ 146 Mal in der Nationalmannschaft Ungarns berücksichtigt und erzielte in der Zeit von 2007 (3:2 vs. Slowakei in Senec) bis 2023 (0:4 vs. Irland in Budapest) 46 Tore. Sie kam u. a. in 32 WM-Qualifikationsspielen (21 Tore), in 25 EM-Qualifikationsspielen (8 Tore) und in den Turnieren um den Algarve-Cup (2012 – 4 Spiele/1 Tor und 2013 – 4 Spiele/2 Tore), um den Zypern-Cup (2016 – 3/1, 2017 – 4/0, 2018 – 3/0, 2019 – 3/0 und 2023 – 3/0 und um den Pinatar Cup 2022 – 3/1) in insgesamt 27 Turnierspielen zum Einsatz, in denen sie fünf Tore erzielte.

## Erfolge
ŽFK Spartak Subotica
- Zweiter Meisterschaft 2024

Ferencváros Budapest
- Ungarischer Meister 2020, 2021, 2022, 2023
- Ungarischer Pokal-Sieger 2021

FSK St. Pölten-Spratzern / SKN St. Pölten
- Österreichischer Meister 2016, 2017, 2018, 2019
- ÖFB-Cup-Sieger 2016, 2017, 2018, 2019
- Bundesliga-Torschützenkönigin 2016 (19 Tore), 2017 (21 Tore), 2018 (18 Tore), 2019 (24 Tore)

FCU Olimpia Cluj
- Rumänischer Meister 2015
- Rumänischer Pokal-Sieger 2015

MTK Hungária FC
- Ungarischer Meister 2013, 2014

1. FC Femina
- Ungarischer Meister 2007

## Auszeichnungen
- Ungarns Fußballerin des Jahres 2012, 2015